# میاتزینا
میاتزینا (به ایتالیایی: Miazzina) یک کومونه در ایتالیا است که در استان وربانو-کوزیو-اوسولا واقع شده‌است.

## خصوصیات
میاتزینا ۲۱٫۵ کیلومترمربع مساحت و ۴۱۵ نفر جمعیت دارد.